# Liste der Baudenkmäler in Ottenhofen

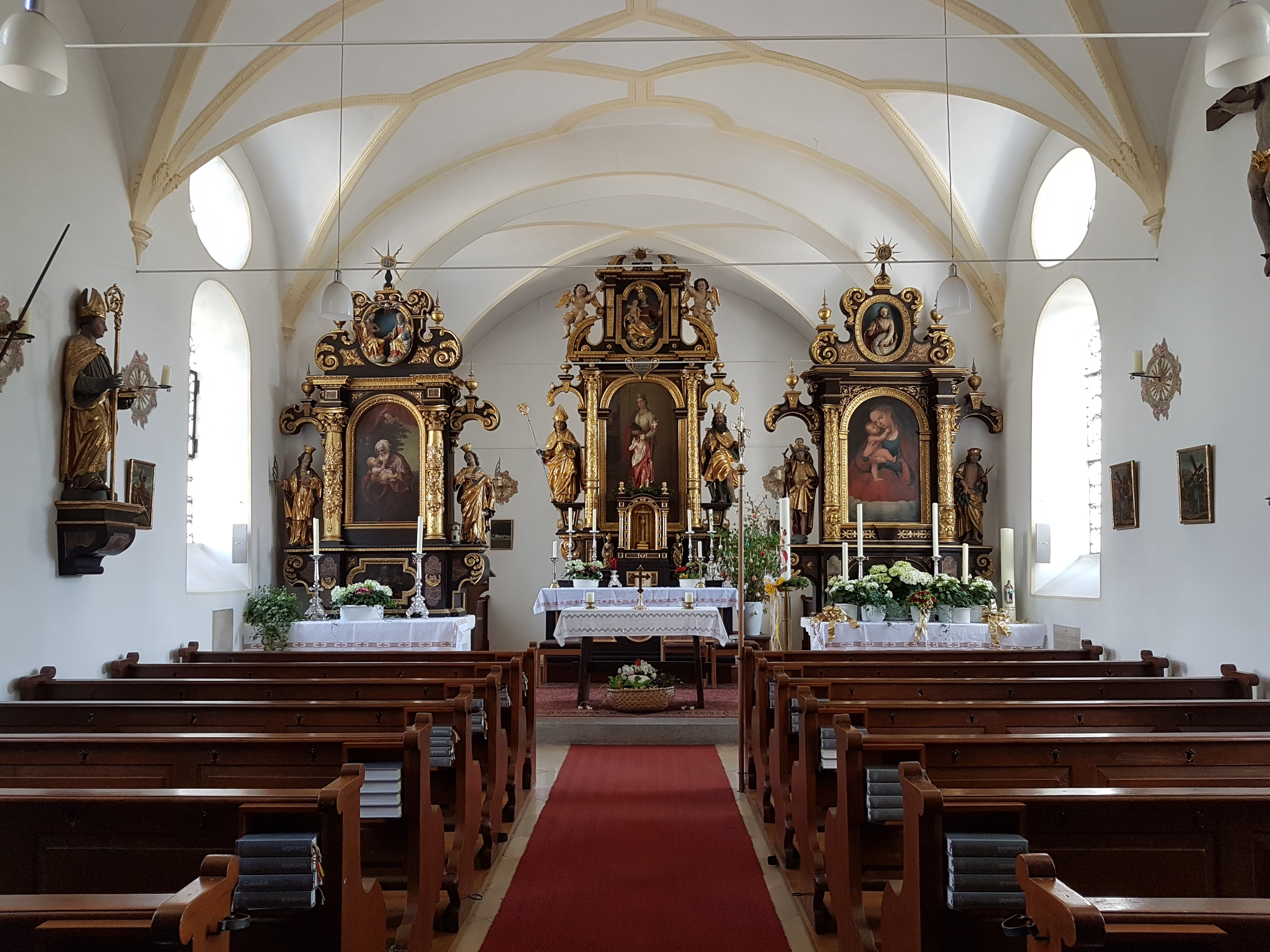
Innenraum von St. Katharina in Ottenhofen

Auf dieser Seite sind die Baudenkmäler in der oberbayerischen Gemeinde Ottenhofen zusammengestellt. Diese Tabelle ist eine Teilliste der Liste der Baudenkmäler in Bayern. Grundlage ist die Bayerische Denkmalliste, die auf Basis des Bayerischen Denkmalschutzgesetzes vom 1. Oktober 1973 erstmals erstellt wurde und seither durch das Bayerische Landesamt für Denkmalpflege geführt wird. Die folgenden Angaben ersetzen nicht die rechtsverbindliche Auskunft der Denkmalschutzbehörde.

## Baudenkmäler nach Ortsteilen

### Ottenhofen
| Lage                                | Objekt                                 | Beschreibung | Akten-Nr.    | Bild                             |
| ----------------------------------- | -------------------------------------- | --- | ------------ | -------------------------------- |
| Am Schloßberg 10, 12 (Standort)     | Schloss Ottenhofen                     | Südflügel des ehemaligen Hofmarkschlosses Ottenhofen, langgestreckter zweigeschossiger Satteldachbau mit Dachreiter und zwei aufgedoppelten Türen des 18. Jahrhunderts, im Kern um 1700. | D-1-77-134-2 | weitere Bilder                   |
| Am Schloßberg 14 (Standort)         | Pavillon                               | Gartenpavillon im ehemaligen Schlossgarten, zweigeschossiger Massivbau mit Mansardwalmdach im Stil des späten Barock, 1760. | D-1-77-134-3 | BW                               |
| Kirchplatz 1 (Standort)             | Katholische Filialkirche St. Katharina | Saalbau mit Zwiebelturm, Langhaus im Kern romanisch, wesentlich umgebaut und barockisiert um 1700; mit Ausstattung | D-1-77-134-1 | weitere Bilder                   |
| Schwillacher Straße 4, 6 (Standort) | Ehemalige Hammerschmiede, E-Werk       | Elektrizitätswerk F. X. Meiller mit ehemaliger Hammerschmiede, seit 1888 an der Sempt als technischer Betriebskomplex errichtet; der Kernbau der Hammerschmiede, ein quergestellter Satteldachbau, seit 1921 nach beiden Längsseiten hin zum Elektrizitätswerk erweitert und architektonisch als schlichter Putzbau in knapp historisierenden Formen ausgebildet, umfassend das Turbinenhaus sowie das Transformatorenhaus in Form eines zeltdachgedeckten Türmchens; Wehranlage mit Rückhaltebecken 1939–1945; Schmiede mit technischer Ausstattung (Antriebswelle, dreiteiliges Hammerwerk, unterschlächtiges Wasserrad), Turbinenhaus unter anderem mit liegender Francisturbine von 1936. | D-1-77-134-7 | Ehemalige Hammerschmiede, E-Werk |

### Siggenhofen
| Lage                      | Objekt                                           | Beschreibung                                                                                                  | Akten-Nr.    | Bild           |
| ------------------------- | ------------------------------------------------ | --- | ------------ | -------------- |
| Am Kirchberg 3 (Standort) | Katholische Filialkirche St. Johannes und Paulus | kleiner Saalbau mit spätgotischem Chor, barockisiertes Langhaus und Turm 17./18. Jahrhundert; mit Ausstattung | D-1-77-134-4 | weitere Bilder |

### Unterschwillach
| Lage                       | Objekt                                 | Beschreibung | Akten-Nr.    | Bild           |
| -------------------------- | -------------------------------------- | --- | ------------ | -------------- |
| Dorfstraße 6, 8 (Standort) | Bauernhof                              | Hakenhof mit zweigeschossigem Wohnstallhaus und Stallstadel, beides mit flachem Satteldach, zweites Viertel 19. Jahrhundert. | D-1-77-134-6 | Bauernhof      |
| Dorfstraße 7 (Standort)    | Katholische Filialkirche St. Stephanus | barocker Saalbau mit eingezogenem halbrundem Chor und Zwiebelturm von Johann Baptist Lethner, 1735; mit Ausstattung          | D-1-77-134-5 | weitere Bilder |